# Sergej Sjepeljev
Sergej Michailovitsj Sjepeljev (Russisch: Сергей Михайлович Шепелев) (Nizjni Tagil, 13 oktober 1955) is een Sovjet-Russisch ijshockeyer.
Sjepeljev won tijdens de Olympische Winterspelen 1984 de gouden medaille met de Sovjetploeg.
Sjepeljev werd in 1981, 1982 en 1983 wereldkampioen.